# Peregrine (Mondlander)

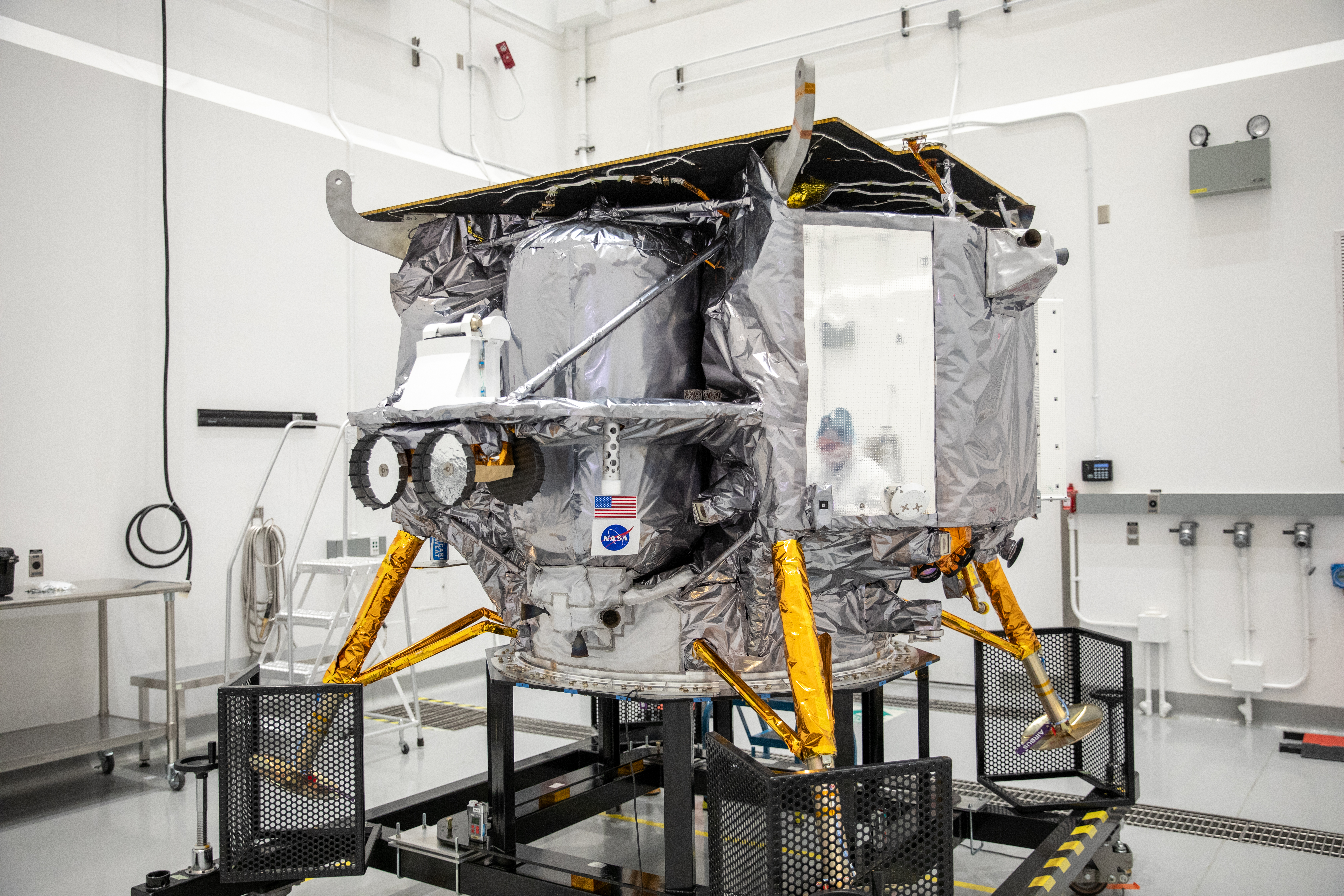
Der erste Peregrine-Lander vor dem Start

Peregrine (auch: Peregrine Lander), englisch für Wanderfalke, ist ein Mondlandegerätetyp des US-amerikanischen Raumfahrtunternehmens Astrobotic Technology. Peregrine kam im Januar 2024 im Rahmen des Flugs Peregrine Mission One (PM1) als erstes Raumfahrzeug dieses Unternehmens zum Einsatz. Astrobotic hatte mit PM1 ursprünglich die erste amerikanische Mondlandung seit Apollo 17 (1972) angestrebt, jedoch mussten der Starttermin mehrfach verschoben und damit der Mission IM-1 der Vortritt gelassen werden. Wegen eines Treibstofflecks fiel der PM1-Lander zurück auf die Erde.
Peregrine ist ein reiner Lander, er kann nach der Landung auf dem Mond also nicht wieder starten oder gar zur Erde zurückkehren. Sein Zweck ist, Nutzlasten weich auf die Mondoberfläche zu bringen. Nach Erfüllung dieser Aufgabe verbleibt er am Landeplatz.

## Geschichte

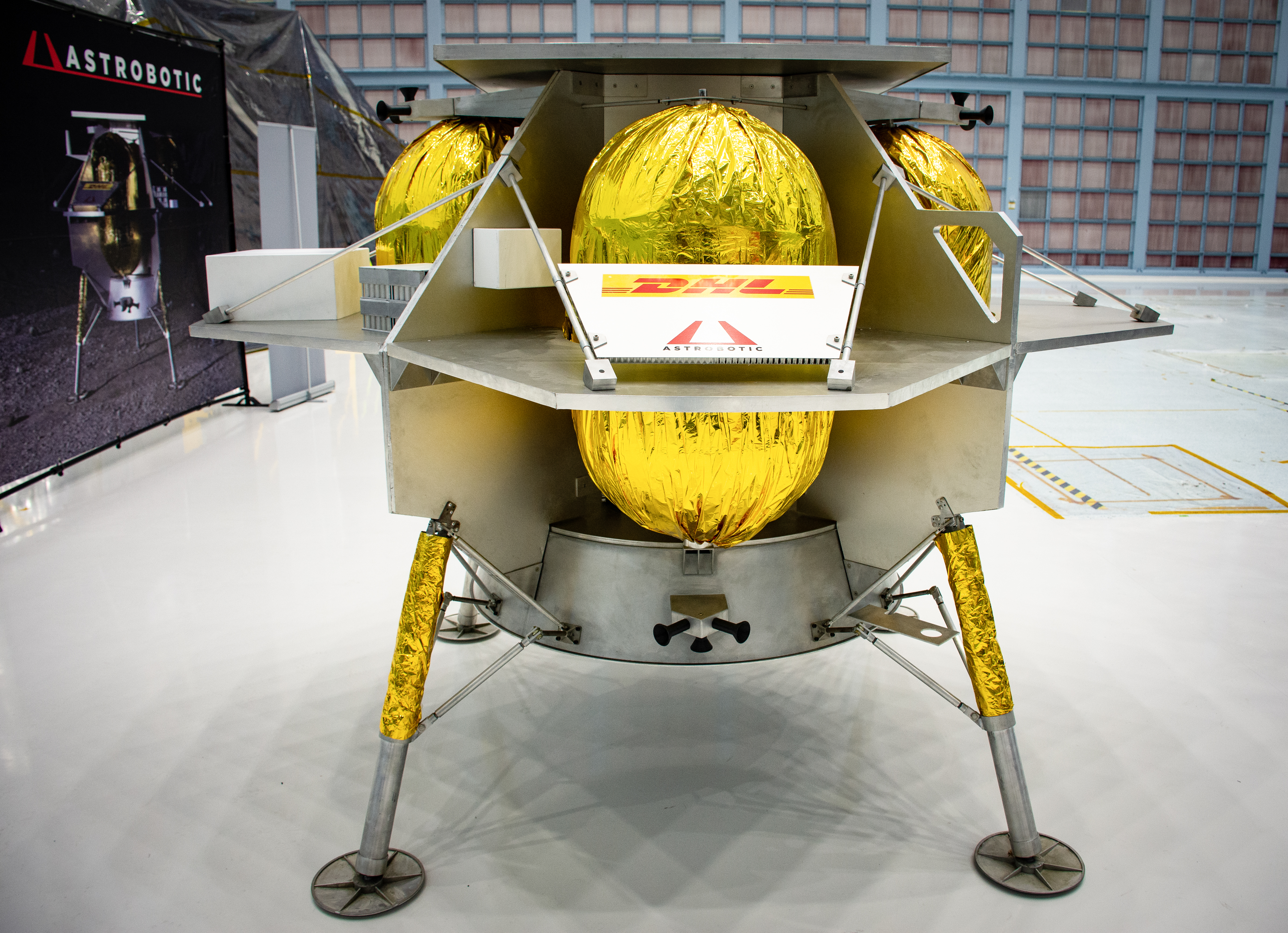
Modell von Peregrine (2019)

Peregrine ist eine kleinere Version des älteren Astrobotic-Entwurfs Griffin (englisch für Greif) und wurde am 2. Juni 2016 angekündigt. Im Dezember 2016 verschob Astrobotic sein ursprünglich angekündigtes Startdatum auf 2019 und verabschiedete sich damit vom Google Lunar X-Prize, der 2018 endete.
Im November 2018 qualifizierte sich Astrobotic als eines von neun Unternehmen, die der NASA im Rahmen der Commercial Lunar Payload Services Angebote für den Transport von Nutzlasten auf den Mond unterbreiten können. Im Mai 2019 erhielt Astrobotic einen ersten Auftrag der NASA im Wert von 80 Millionen Dollar zur Lieferung von 14 Nutzlasten in die Tiefebene Lacus Mortis. Insgesamt sollen im Juni 2019 Aufträge für den Transport von 28 Nutzlasten aus acht verschiedenen Ländern mit Peregrine vorgelegen haben.

## Einsatz
Der erste Einsatz für die NASA fand unter dem Namen Mission One (M1) statt. Dabei wurden unter anderem mehrere Mondrover verschiedener Hersteller transportiert. Insgesamt waren maximal 90 kg Nutzlast vorgesehen.
Zu den Rovern an Bord der Mission One zählte auch der erste „Cuberover“ mit den Namen Iris, der in Zusammenarbeit mit der Carnegie Mellon University entwickelt worden war. Dabei handelt es sich um ein Konzept für ein standardisiertes modulares Format zur Kostensenkung, ähnlich dem Cubesat-Konzept für Satelliten. Der erste Cuberover sollte eine Masse von 33 kg und eine Höhe von 103 cm haben. Er besaß vier Räder und sollte zwei hochauflösende Kameras; seine Maximalgeschwindigkeit war mit 18 cm/s geplant.
Ebenfalls war eine „Bibliothek“, die in winziger Mikroschrift auf Scheiben aus einer Nickellegierung geätzt, an Bord der Mission One. Sie enthielte Wikipedia-Inhalte sowie das Rosetta-Projekt der Stiftung The Long Now Foundation. Außerdem war eine Weltraumbestattung im Auftrag des Unternehmens Elysium Space geplant, das heißt, es waren Kapseln Asche von kremierten Verstorbenen an Bord.
Die geplante Landeellipse war 24 km × 6 km groß. Nach der Landung sollte Peregrine auf der Mondoberfläche für acht Tage (192 Stunden) in Betrieb sein, bevor er seine Systeme herunterfahren sollte. Nach dem Start entstand jedoch ein Treibstoffleck. Eine weiche Landung auf dem Mond war daher nicht mehr möglich. Der Lander fiel zurück zu Erde und wurde kontrolliert in Richtung des Südpazifiks gesteuert, wo er beim Wiedereintritt in die Erdatmosphäre zerbrach.
Der deutsche Versanddienstleister DHL bot 2017 bis 2021 den Dienst MoonBox an, über den man kleine Gegenstände in Kapseln mit sechseckiger Grundfläche – es gibt verschiedene Kapselgrößen, die größte hat einen Durchmesser von 2,54 cm und eine Höhe von 5,08 cm und kostet 25.800 US-Dollar – zum Mond schicken kann. Die Kapseln wurden als Sammelpaket in ein Moon Pod („Mondbehälter“) gepackt und waren an Bord von Peregrine.

## Technik
Peregrine hat einen Durchmesser von etwa 2,5 m und ist etwa 1,9 m hoch. Er soll in späteren Missionen bis zu 265 kg Nutzlast zum Mond bringen können. Zum Vergleich: Das größere Modell Griffin soll 4,5 m breit werden und bis 400 kg zur Mondoberfläche transportieren können.
Die Busstruktur von Peregrine besteht hauptsächlich aus einer Aluminiumlegierung und kann für einzelne Missionen angepasst werden. Sein Antriebssystem ist ein Verband von fünf Raketentriebwerken vom Typ ISE-100 des Herstellers Aerojet Rocketdyne. Diese basieren auf Lageregelungs-Schubdüsen von Raketenabwehrsystemen. Das Antriebssystem dient dazu, die Sonde aus Erdnähe in die Richtung des Mondes zu bringen (Trans Lunar Injection), zur Kurskorrektur während des Fluges zum Mond, zum Einschwenken in eine Mondumlaufbahn (lunar orbit insertion) und zur weichen Landung auf dem Mond. Als Treibstoff wird MON-25/Monomethylhydrazin verwendet, ein hypergolischer, aus zwei Komponenten bestehender Treibstoff. Zur Lageregelung werden zwölf Schubdüsen zu je 45 Newton verwendet, die ebenfalls mit MON-25/MMH betrieben werden.
Die Avionik an Bord der Raumsonde führt die komplette Navigation bis zur Landung auf dem Mond durch. Ein Doppler-Lidarsystem hilft der Sonde bei der Landung auf ihren vier Beinen. Die elektrischen Systeme werden von einem Lithium-Ionen-Akkumulator betrieben, der von Solarzellen aus GaInP/GaAs/Ge aufgeladen wird. Der Lander besitzt Kühlrippen, um Abwärme abzuleiten, sowie Wärmeisolatoren, er führt jedoch keine Heizelemente mit. Deshalb werden die ersten Peregrine-Lander die kalte 14-tägige Mondnacht wahrscheinlich nicht überleben. Zukünftige Missionen könnten das jedoch mit entsprechenden Anpassungen leisten.
Zur Kommunikation mit der Erde verwendet Peregrine unterschiedliche Frequenzen im X-Band in beiden Richtungen der Kommunikation. Nach der Landung ermöglicht ein WLAN-Modem mit 2,4 GHz die drahtlose Kommunikation zwischen dem Lander und Rovern, die der Lander auf der Mondoberfläche absetzt.